# Wszystko na sprzedaż
Wszystko na sprzedaż é um filme de drama polonês de 1969 dirigido e escrito por Andrzej Wajda. Foi selecionado como representante da Polônia à edição do Oscar 1970, organizada pela Academia de Artes e Ciências Cinematográficas.

## Elenco
- Beata Tyszkiewicz - Beata
- Elzbieta Czyzewska - Elzbieta
- Andrzej Lapicki - Andrzej
- Daniel Olbrychski - Daniel
- Witold Holtz - Witek